# 田中真奈美
田中真奈美（日语：／ Tanaka Manami，1989年11月21日—）是日本的女性聲優，Production baobab所屬。廣島縣出身。

## 人物
受到母親影響，幼年時開始便喜歡寶塚歌劇團，並希望能成為團員。後來放棄夢想進入大學就讀，但仍對舞台表演抱有期待，大學時代看了許多動畫與配音的外語片後決定成為聲優。
主要特技為英語，高中時代曾有到英國留學一年的經驗，2018年通过了日本实用英语技能检定一级（最高级）能力鉴定。在參加《黃金拼圖》的試鏡前就知道並喜愛該部作品。
《田中真奈美的超!A&G Music+TV》為踏入聲優業的首份工作（Radio）。

## 演出作品
※粗體字為主要角色。

### 電視動畫
2010年
- 海月姬（模特兒C）

2011年
- 天魔黑兔（女學生、學生）
- Sacred Seven（真奈美[6]）
- 電波女與青春男（女高中生、家庭餐廳店員、大井藍、女子A）

2012年
- 哆啦A夢（女高中生、女子）

2013年
- Servant x Service（客）
- 黃金拼圖（愛麗絲·卡塔雷特[7]）
- 科學超電磁砲S（女學生）
- 哆啦A夢（歌手、學生A）
- 白色相簿2（女學生）

2014年
- 最近，妹妹的樣子有點怪？（橘彩花）
- 可愛巧虎島（雪兔子）
- 噬血狂襲（進藤美波）
- 漫畫家與助手（皆野纏[8]）
- 精靈使的劍舞（卡蘿·娜絲塔夏）
- LoveLive! 2nd Season（同學）
- 灰色的果實（女子3）
- 四月是你的謊言（小孩、壘球社員）
- 我，要成為雙馬尾（愛理〈遊戲聲音〉）

2015年
- 絕對雙刃（音羽）
- 你好！！黃金拼圖（愛麗絲·卡塔雷特）
- 御神樂學園組曲（學生）
- 俺物語！！（店員C #23）
- 灰色的樂園（金髮女孩）
- 新我們這一家（美容師2、計程車的廣播語音）
- 女武神驅動 -美人魚-（白州一羽）

2016年
- Divine Gate（次種族的少女）
- 最弱無敗神裝機龍（女學生D）
- 莉露莉露妖精～妖精之門～（小福）
- 文豪Stray Dogs（女服務員、女子）
- Rewrite（智子）
- 男子啦啦隊！！（吉祥物）
- 月歌。THE ANIMATION（陽〈小學生〉）
- 競女!!!!!!!!（冬空叶星）

2017年
- 時間飛船24（少女）

2018年
- 賽馬娘Pretty Derby（海外賽馬娘）
- 多田君不戀愛（店員）

2019年
- 妖怪手錶！（ぷに神）
- 文豪Stray Dogs 第3期（女服務員）
- 籃球少年王（夏目樹里）
- 我們真的學不來！第二期（小狗）
- 籃球少年王（2019年 - 2020年、夏目樹里）

2020年
- Lapis Re:LiGHTs（露易絲[9]）
- D4DJ First Mix（女學生）

2022年
- Healer Girl 歌癒少女（アビゲイル）

2023年
- BanG Dream! It's MyGO!!!!!（留學生A）

2024年
- 指尖相觸，戀戀不捨（女高中生B、留學生D）

2025年
- 遊樂場少女的異文化交流（雪莉·貝卡）

### OVA
2012年
- 櫻花大戰奏組（雅音子）※單行本第1卷附贈動畫DVD初回限定版[10]

2014年
- 最近，妹妹的樣子有點怪？（橘彩花）※單行本第7卷附贈BD特裝版

2016年
- 亞爾斯蘭戰記（女）
- 黃金拼圖 Pretty Days（愛麗絲·卡塔雷特）

2018年
- 噬血狂襲III（進藤美波）

### 劇場版動畫
2015年
- Love Live! 學園偶像電影

2016年
- 謝謝你，在世界的角落找到我

2021年
- 劇場版 黃金拼圖 Thank you!!（愛麗絲·卡塔雷特[11]）

### 遊戲
2014年
- 我家公主最可愛（安娜[12]）
- 巴哈姆特之怒（柯尼[13]）
- DREAM CLUB Gogo.（千里）
- BREAK雀BURST（威兒迪）

2015年
- 家電少女（美鈴、SEGA MarkIII）

2016年
- 城姬Quest（津山城、宮尾城）
- 編隊少女（珍妮·坎寧安[14]）

2017年
- 閃耀幻想曲（愛麗絲·卡塔雷特、索爾特）
- 轉轉召喚：魔法齒輪（蓮）

### 外語片配音
2014年
- 流感（金美露）

2015年
- 困在愛中（凱特）

2016年
- Just Add Magic（漢娜）

### 數位漫畫
- VOMIC ǝnígmǝ（九條院日伊奈）

### 廣播劇CD
- 櫻花大戰奏組 廣播劇CD 〜為了小女孩演出的五重奏〜（雅音子[15]）
- 蘿球社！（女孩子B）

### 廣播節目
- （環節「A&G Acedemy First Step」）
- 超!A&G音樂+TV（2010年－2011年，超!A&G+、周一主持人）
- 超!A&G音樂+TV（2011年，超!A&G+、周四主持人）
- Actors Gate･三角PEACE☆（2010年－2011年，超!A&G+）
- 超!A&G+新年特別節目 A&G TOSHIKOSHI MASTER GT-R （2010年－2011年，超!A&G+、中繼報導「兔子隊」）
- （2011年－2014年，超!A&G+）
- 聲優大獎賽 The·Radio（2013年－，超!A&G+）
- 井澤詩織與田中真奈美的A&G Acedemy回億（2014年，AG-ON）
- 世嘉硬體女孩的SEGA情報RADIO「世嘉廣播」（2015年，超!A&G+）
- Rhodanthe*的談話拼圖（2015年－，FlyingDog[16]）

### 網路節目
- 黃金拼圖（YouTube內「FlyingDog Channel[17]」）（2013年）每週二、五配信，全29回[18]
- （NICONICO直播，2014年）
- （NICONICO直播，2021年）

### 舞台
- DREAM☆TOUR! 突進! ENTERTAINMENT!!（2016年）
- Reading Live 「Voice Cafe vol.10 〜Voice Cafesta〜」 - B陣容（2019年6月14日－16日、南大塚會館）[19]

### 廣告
- 宅配DVD租賃服務 DMM.com 電視廣告（演出[20]）

### 音樂CD
| 發售日   | 名稱                                                          | 演唱名義 | 歌曲名稱           | 備註                                        |
| 2013年   | 2013年                                                        | 2013年 | 2013年             | 2013年                                      |
| -------- | ------------------------------------------------------------- | --- | ------------------ | ------------------------------------------- |
| 7月24日  | Jumping!!／Your Voice                                         | Rhodanthe*（西明日香、田中真奈美、種田梨沙、內山夕實、東山奈央）                                                                                         | 「Jumping!!」      | 電視動畫《黃金拼圖》片頭曲                  |
| 7月24日  | Jumping!!／Your Voice                                         | Rhodanthe*（西明日香、田中真奈美、種田梨沙、內山夕實、東山奈央）                                                                                         | 「Your Voice」     | 電視動畫《黃金拼圖》片尾曲                  |
| 8月21日  | 電視動畫 黃金拼圖 Soundtrack 。                               | Rhodanthe*（西明日香、田中真奈美、種田梨沙、內山夕實、東山奈央）                                                                                         | 「」               | 電視動畫《黃金拼圖》角色歌                  |
| 8月21日  | 電視動畫 黃金拼圖 Soundtrack 。                               | 愛麗絲·卡塔雷特（田中真奈美）&九條可憐（東山奈央） | 「」               | 電視動畫《黃金拼圖》角色歌                  |
| 8月21日  | 電視動畫 黃金拼圖 Soundtrack 。                               | 大宮忍（西明日香）&愛麗絲·卡塔雷特（田中真奈美） | 「」               | 電視動畫《黃金拼圖》角色歌                  |
| 10月9日  | 電視動畫 黃金拼圖 Soundtrack 。                               | Rhodanthe*（西明日香、田中真奈美、種田梨沙、內山夕實、東山奈央）                                                                                         | 「」               | 電視動畫《黃金拼圖》角色歌                  |
| 10月30日 | 黃金拼圖 BD・DVD第2卷特典CD                                   | 愛麗絲·卡塔雷特（田中真奈美） | 「」               | 電視動畫《黃金拼圖》角色歌                  |
| 2014年   |                                                               | |                    |                                             |
| 2月26日  | 黃金拼圖 BD・DVD第DVD第6卷特典CD                              | 大宮忍（西明日香）、愛麗絲·卡塔雷特（田中真奈美）、小路綾（種田梨沙）、豬熊陽子（內山夕實）、九條可憐（東山奈央）                                        | 「」               | 電視動畫《黃金拼圖》角色歌                  |
| 4月10日  | DREAM CLUB Gogo.Vocal CD「PURE SONGS 3 @DREAM C CLUB Gogo．」 | 千里（田中真奈美） | 「」               | 遊戲《DREAM CLUB Gogo.》角色歌              |
| 4月30日  | 櫻花大戰奏組 Vocal CD「」                                     | 雅音子（田中真奈美） | 「」               | 舞台《櫻花大戰奏組 〜薰風的小夜曲〜》角色歌 |
| 10月22日 | Blooming!!/ -SEGA HARD GIRLS MIX-                             | Dreamcast（M・A・O）、世嘉土星（高橋未奈美）、Mega Drive（井澤詩織）、世嘉 MarkIII（田中真奈美）、世嘉Master System（高山祐子）、Visual Memory（上坂堇） | 「Blooming!!」     | 《世嘉硬體女孩》印象曲                      |
| 10月29日 | 漫畫家與助手 BD・DVD第5卷特典CD                               | 皆野纏（田中真奈美）、足須沙穗乃（伊藤美來） | 「KYNKY CONTROL!」 | 電視動畫《漫畫家與助手》                    |
| 12月3日  | 電視動畫 你好！黃金拼圖 角色歌CD Music Palette1               | 愛麗絲·卡塔雷特（田中真奈美） | 「」               | 電視動畫《你好！！黃金拼圖》                |

## 外部連結
- 事務所公開簡歷 （页面存档备份，存于）（日語）